# Islote Cogollo
Die Islote Cogollo (von spanisch cogollo ‚Knospe‘) ist eine kleine Insel im Palmer-Archipel westlich der Antarktischen Halbinsel. Sie liegt unmittelbar vor der Westküste von Liège Island.
Chilenische Wissenschaftler benannten sie 1947.